# كيري ووكر
كيري ووكر (بالإنجليزية: Kerry Walker)‏ هي كاتِبة وكاتبة مسرحية وممثلة أسترالية، ولدت في 29 فبراير 1948 في سيدني في أستراليا.

## أعمال

### أفلام
- البيانو[6]
- الطاحونة الحمراء

## وصلات خارجية
- كيري ووكر على موقع IMDb (الإنجليزية)
- كيري ووكر على موقع ألو سيني (الفرنسية)
- كيري ووكر على موقع أول موفي (الإنجليزية)
- كيري ووكر على موقع قاعدة بيانات الأفلام السويدية (السويدية)
- كيري ووكر على موقع قاعدة بيانات الفيلم (الإنجليزية)
- كيري ووكر على موقع كينوبويسك (الروسية)